# Laholm
Laholm est une ville de Suède, chef-lieu de la commune de Laholm dans le comté de Halland. En 2005, la population était de 5 835 habitants.

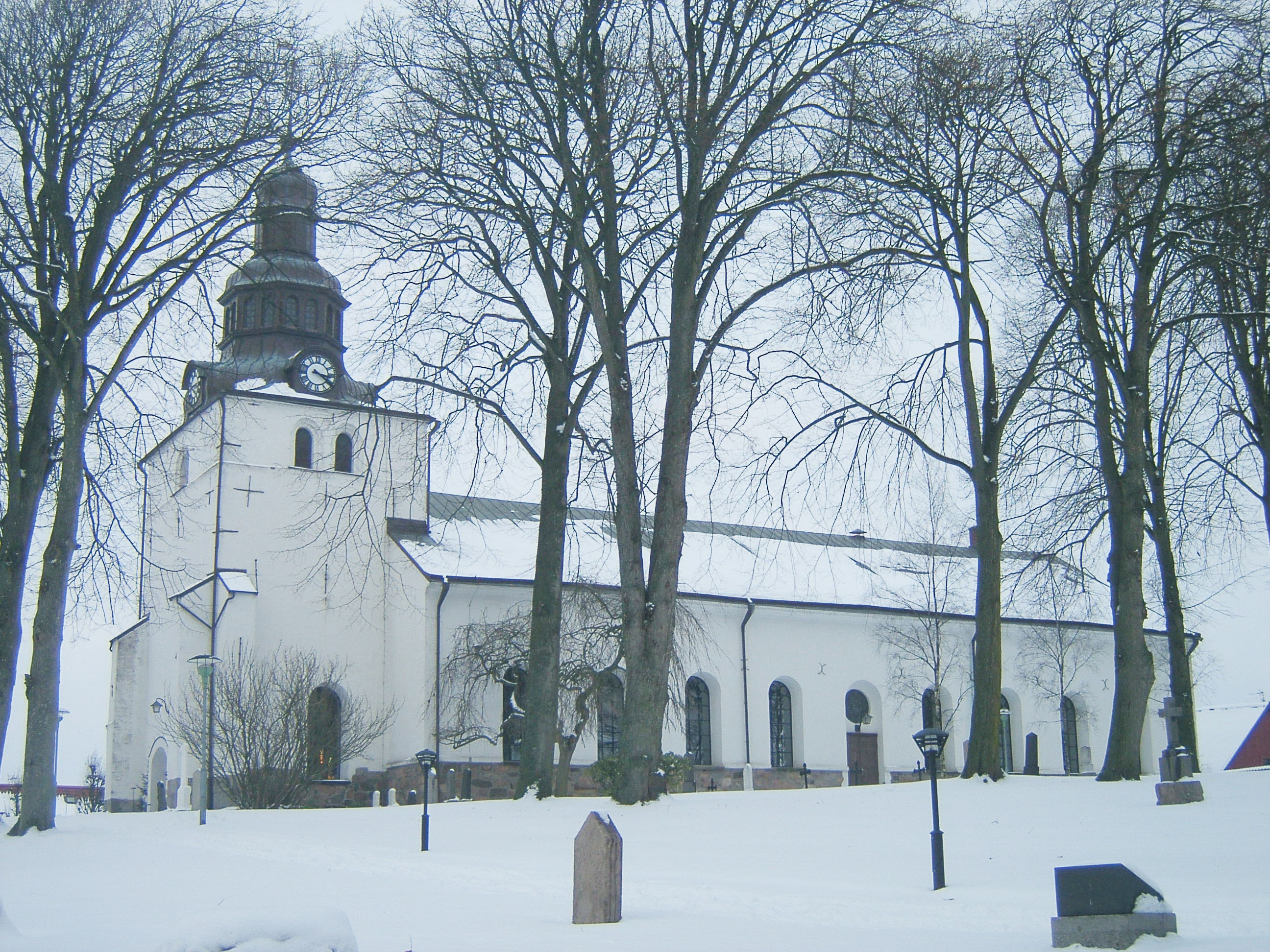
L'église de Saint Clemence à Laholm, l'hiver 2005-2006